# Aegiale (bướm nhảy)
Aegiale là một chi bướm ngày thuộc họ Bướm nâu.

## Danh sách loài
- Aegiale agavis
- Aegiale hesperiaris
- Aegiale kollari